# Liste der Biografien/Golp
Liste der Biografien |
Portal Biografien |
Personensuche
# |
A |
B |
C |
D |
E |
F |
G |
H |
I |
J |
K |
L |
M |
N |
O |
P |
Q |
R |
S |
T |
U |
V |
W |
X |
Y |
Z |
?
 
Ga |
Gb |
Gc |
Gd |
Ge |
Gf |
Gh |
Gi |
Gj |
Gk |
Gl |
Gm |
Gn |
Go |
Gp |
Gq |
Gr |
Gs |
Gu |
Gv |
Gw |
Gy |
Gz
 
Goa |
Gob |
Goc |
God |
Goe |
Gof |
Gog |
Goh |
Goi |
Goj |
Gok |
Gol |
Gom |
Gon |
Goo |
Gop |
Gor |
Gos |
Got |
Gou |
Gov |
Gow |
Goy |
Goz
 
Gola |
Golb |
Golc |
Gold |
Gole |
Golf |
Golg |
Goli |
Golj |
Golk |
Goll |
Golm |
Goln |
Golo |
Golp |
Gols |
Golt |
Golu |
Golv |
Goly |
Golz
Die Liste der Biografien führt alle Personen auf, die in der deutschsprachigen Wikipedia einen Artikel haben. Dieses ist eine Teilliste mit 4 Einträgen von Personen, deren Namen mit den Buchstaben „Golp“ beginnt.

## Golp

### Golpa
- Golpashin, Daniela (* 1985), österreichische Theater- und Filmschauspielerin
- Golpashin, Doris (* 1980), österreichische Moderatorin und SchauspielerinDoris Golpashin (* 1980)

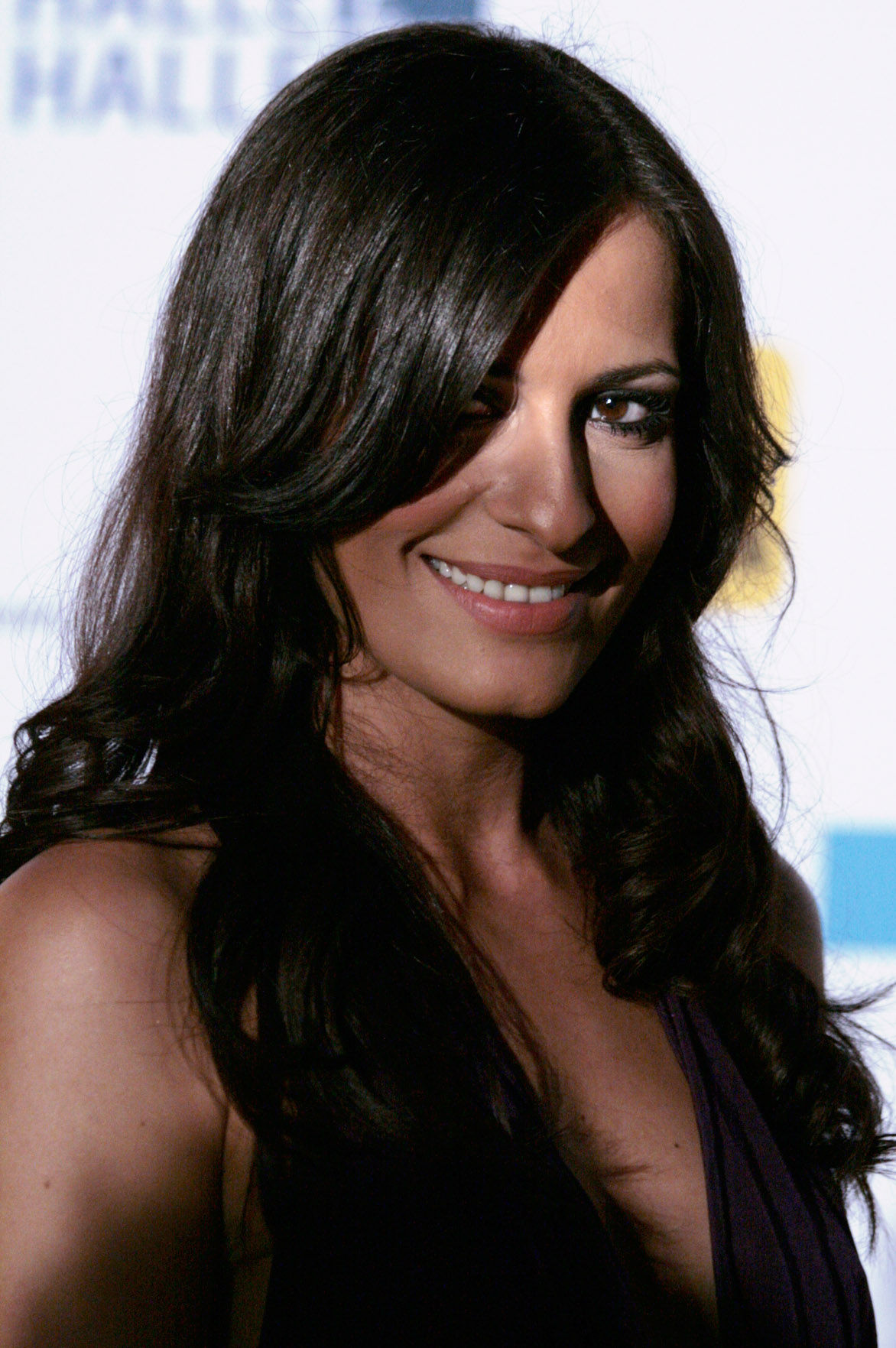
Doris Golpashin (* 1980)

- Golpayegani, Mohammad Reza (1899–1993), schiitischer Großajatollah

### Golpi
- Gölpınarlı, Abdülbaki (1900–1982), türkischer Islamwissenschaftler